# Collegiata di San Lorenzo (Sarteano)
La collegiata di San Lorenzo è un luogo di culto cattolico del centro storico di Sarteano, in provincia di Siena, sede dell'omonima parrocchia appartenente alla diocesi di Montepulciano-Chiusi-Pienza.

## Storia e descrizione
Risalente agli inizi del XIII secolo, fu restaurata e ampliata nel XVI secolo. Elevata a collegiata nel 1638, fu ristrutturata all'interno nel 1787. Nel 1955 fu dichiarata santuario mariano.
Presenta una facciata rinascimentale e pianta a croce latina. Sugli altari laterali, il Battesimo di Gesù e l'Ingresso di Gesù a Gerusalemme, di scuola senese del XVIII secolo.
Dietro l'altare maggiore sono il coro ligneo di bottega senese (1513) e l'organo a canne di Demetrio Bruschi (1885). Nella cappella del Santissimo Sacramento, il bel tabernacolo e ciborio marmoreo di Lorenzo di Mariano detto il Marrina (1514). Nella cappella a sinistra dell'abside, la Madonna del Buonconsiglio di Francesco Bonichi (1761), e ai lati due tavole centinate con l'Angelo annunciante e la Vergine annunciata di Girolamo del Pacchia (1514 circa).